# Comamonas guangdongensis
Comamonas guangdongensis es una especie de bacteria gramnegativa del género Comamonas. Fue descrita en el año 2013. Su etimología hace referencia a la provincia de Guangdong, en China. Es anaerobia facultativa y móvil por flagelación perítrica. Tiene un tamaño de 0,3-0,4 μm de ancho por 1,2-1,5 μm de largo. Forma colonias circulares, convexas y de color amarillo pálido en agar TSA tras 2 días de incubación. Temperatura óptima de crecimiento entre 30-32 °C. Catalasa y oxidasa positivas. Se ha aislado de sedimentos de bosque subterráneos en China.